# Teófilo Rodríguez
Teófilo Alfredo Rodríguez Cazorla (Porlamar, Isla de Margarita, 16 de agosto de 1971-ibídem, 24 de enero de 2016) también conocido con el alias de el Conejo, fue un criminal y pran venezolano, conocido por haber sido el líder del cartel llamado «Tren del Pacífico» y de la Prisión de San Antonio del Estado Nueva Esparta.

## Primeros años
Teófilo nació en la ciudad de Porlamar, Nueva Esparta. Cuando era niño, trabajó de mensajero para varias familias, mientras que su madre trabajaba de sirvienta. Teófilo mantuvo su trabajo de mensajero hasta la adultez. Durante su etapa como mensajero, comenzó a realizar sus primeros trabajos como narcotraficante.

## Crímenes
Teófilo Rodríguez «El Conejo» fue acusado de varios delitos, entre ellos el narcotráfico y la extorsión. En el año 2003 las autoridades locales lo detuvieron luego que evadiera una alcabala policial que dio pistas a los funcionarios para dirigirse a su vivienda identificada como quinta «Habibi», ubicada en la urbanización Playa El Ángel del municipio Maneiro. Allí los agentes encontraron una máquina para contar billetes, 380 gramos de cocaína, 100.000 bolívares, una pistola calibre 380, marca Bryco, serial 882318 que estaba solicitada por hurto en el CICPC de Nueva Esparta. En el patio de la vivienda también incautaron 130 piezas correspondientes a un vehículo Toyota Yaris que estaba solicitado por robo y una libreta de ahorros del Banco Confederado a nombre de Teófilo Rodríguez. Los pesquisas también hallaron un documento del Registro Mercantil Segundo de esa entidad a nombre del criminal, relacionado con la empresa Betzicosmetic. En ese mismo año fue condenado por el Tribunal Segundo de Juicio del Circuito Judicial Penal del estado Anzoátegui por distribución de drogas, porte ilícito de armas, desvalijamiento de vehículo automotor y aprovechamiento de vehículo proveniente del delito. Aunque no pagó años de cárcel por los homicidios en los que estaría implicado. Teófilo fue trasladado a la Prisión de San Antonio en la Isla de Margarita en 2003.

## Jefe de la cárcel
En el tiempo que estuvo allí y después de posicionarse como el jefe o "pran" de la prisión, realizó una serie de cambios y construcciones que llamaron la atención internacional; piscina, animales, iglesia, ring de boxeo, restaurantes, discoteca, habitaciones, entre otras comodidades, más de 150 armas de fuego y grandes cantidades de droga dentro del recinto penitenciario.«Era como un paraíso surreal para los presos», dijo la psicóloga Karina Hum durante un documental que mostraba los excesos en el penal y que fue difundido en 2011. Dentro del recinto penitenciario, gran parte de los presos se tatuaron el logo del conejo de Playboy, en homenaje a Teófilo.
En 2011, el diario The New York Times y la productora Journeyman TV publicaron un video de 23 minutos de duración donde se mostraban los privilegios que el poder de «El Conejo» había logrado conseguir durante sus años en prisión. La Ministra del Poder Popular para el Servicio Penitenciario de Venezuela, Iris Varela, incluso llegó a fotografiarse con «El Conejo» en la Prisión de San Antonio. En 2014, Teófilo cumplió su condena y fue puesto en libertad.

## Muerte
El 24 de enero de 2016, Teófilo se encontraba en un club nocturno de Porlamar, en donde se encontraba la actriz Jimena Araya.   A la salida del sitio, Teófilo y sus acompañantes fueron atacados con armas de fuego cuando se encontraban en un automóvil marca Toyota Corolla. «El Conejo» fue llevado a un centro asistencial, pero falleció horas después a consecuencia de los impactos de bala, además de un paro cardíaco.
Dos días después del asesinato, los presos que se encontraban en el Prisión de San Antonio, subieron a la azotea y despidieron a Teófilo con disparos al aire. La noticia causó asombro mundial porque un video de los presos disparando se publicó a través de internet, trayendo como consecuencia el traslado de todos los presos a distintas cárceles de Venezuela.